# Vampire Killer
Vampire Killer (рус. Убийца вампиров) — название видеоигры, разработанной в 1986 году для бытовых компьютеров стандарта MSX2 компанией Konami. Игра продавалась в Японии, Европе, и Бразилии. Оригинальное японское название игры — Акумадзё: Доракюра (яп. 悪魔城ドラキュラ букв. Дьявольский замок Дракулы). Цель игры аналогична большинству игр серии Castlevania — главный герой, Саймон Бельмонт, продвигается внутри Castlevania, для того, чтобы победить Графа Дракулу, и восстановить мир в Трансильвании. В качестве главного оружия, с помощью которого он сражается с ордами монстров, он использует кнут.

## Особенности

Один из экранов первого уровня игры Vampire Killer.

Vampire Killer отличается от ранних игр серии Castlevania наличием некоторых возможностей, отсутствующих в версиях этой игры для других платформ. Например, в процессе игры необходимо собирать отмычки (англ. Skeleton Keys), спрятанные в некоторых комнатах замка, чтобы открывать двери в другие комнаты. Другие ключи могут быть использованы для открытия сундуков, содержащих различные полезные предметы, такие как щит, защищающий игрока и специальные ботинки, увеличивающие его скорость. На пути игрока могут встречаться торговцы, продающие ему различные предметы; часто для их нахождения приходится проламывать некоторые стены с помощью кнута. Эти игровые возможности впоследствии возвращались в игры серии, с выходом Castlevania II: Simon's Quest в 1988, и Castlevania: Symphony of the Night в 1997. Как и во многих других играх для MSX, таких как Metal Gear и Contra, действие игры происходит на одном экране (прокрутка фона отсутствует), аналогично оригинальной игре The Legend of Zelda для Nintendo Entertainment System.

## Другие значения
Vampire Killer:
- является названием композиции, звучащей во многих играх серии Castlevania.
- также является оригинальным японским названием игры Castlevania: Bloodlines, выпущеной для Sega Mega Drive в 1994 году.
- также является названием кнута, использовавшегося несколькими героями разных игр серии Castlevania. Изначально он был создан с помощью алхимии Ринальдо Гандолфи (англ. Rinaldo Gandolfi), это упоминается в игре Castlevania: Lament of Innocence, и только члены семьи Бельмонт могли использовать его в полную силу. В игре Castlevania: Portrait of Ruin рассказывается, что Джонатан Моррис (англ. Jonathan Morris) (герой этой игры), как и его отец Джон Моррис (англ. John Morris) в игре Bloodlines, нуждался в помощи семьи Лекард (англ. Lecarde), чтобы раскрыть настоящий потенциал кнута, однако этот способ использования понемногу забирал силу персонажа, и мог привести в итоге к его гибели. Натан Грейвс (англ. Nathan Graves) в игре Castlevania: Circle of the Moon также использовал кнут, но этот кнут не Vampire Killer, а другой, известный под названием «Hunter’s Whip» (рус. Кнут охотника).